# بوراوی بلهادف
بوراوی بلهادف (به عربی: بوراوی بلهادف) یک شهرداری در الجزایر است که در استان جیجل واقع شده‌است. بوراوی بلهادف ۱۰٬۹۶۵ نفر جمعیت دارد.